# Mega Man Network Transmission
Mega Man Network Transmission est un jeu d'action-plates-formes et d'action-RPG développé par Arika et édité par Capcom en 2003 sur GameCube de la série Mega Man Battle Network qui, elle-même dépend de la série Mega Man,,,,,.

## Système de jeu
À la différence du reste de la série Mega Man Battle Network, Mega Man Network Transmission est un jeu d'action-plates-formes, comportant plusieurs éléments d'action-RPG,.